# Eine Geschichte aus zwei Städten

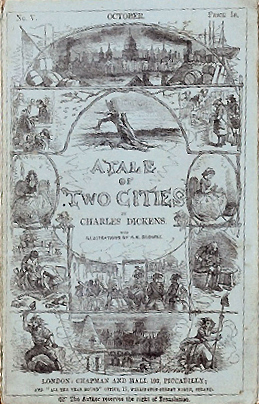
Titelblatt der fünften Romanfolge von Phiz (Oktober 1859)

Eine Geschichte aus zwei Städten (Originaltitel: A Tale of Two Cities) ist der Titel eines 1859 publizierten historischen Romans von Charles Dickens. Erzählt wird die Geschichte von Dr. Manette, seiner Tochter Lucie und deren Ehemann Charles Darnay, Marquis de Evrémonde, deren Schicksale durch Ereignisse, die zur Französischen Revolution führten, auf tragische Weise miteinander verbunden sind. In der Zeit der Terrorherrschaft des Revolutionstribunals in Paris führt dies für die Hauptfiguren zu dramatischen Verwicklungen. Die erste deutsche Übersetzung von Julius Seybt erschien 1859.

## Inhalt
Vorgeschichte
Im 10. Kap. des 3. Buches erfährt der Leser, nach den vielen Andeutungen im Lauf der Romanhandlung, die gesamte Vorgeschichte, als der Bericht des Arztes Manette, den er am Ende seiner 10-jährigen Inhaftierung in der Bastille vor dem Revolutionsgericht verlesen wird:
Der in Beauvais geborene und in Paris praktizierende Arzt wurde am Abend des 22. Dezember 1757 von den adligen Brüdern St. Evrémonde zur Behandlung einer jungen Frau in ein einsam vor der Stadt liegendes Haus gerufen. Einer der Brüder hatte sich in die ca. 20-jährige schöne Frau eines seiner von ihm abhängigen Bauern verliebt. Da ihr Mann nicht bereit war, sie ihm gelegentlich zu überlassen, zwang ihn der Graf zu harter Arbeit, so dass er erkrankte und starb. Als sich die Witwe, unterstützt von ihrem Vater, einem Leibeigenen des Marquis, ihm verweigerte, tötete er den Bauern und vergewaltigte seine Tochter, worauf sie wahnsinnig wurde. Bei der Auseinandersetzung kam auch ihr Bruder nach einem Degengefecht mit dem Zwillingsbruder des Marquis ums Leben. Manette hatte keine geeigneten Medikamente zur Verfügung und konnte die in ihrem Nervenfieber delirierende Frau nicht retten. Die Grafen drohten ihm mit Konsequenzen, wenn er sein ärztliches Schweigegebot verletze, und schickten ihm ein Kästchen mit Goldmünzen ins Haus. Manette ließ sich jedoch nicht einschüchtern und teilte dem Minister in einem Brief den Vorfall mit. Am 31. Dezember bekam er Besuch von der Frau des einen Grafen und ihrem ca. zweijährigen Sohn Charles. Sie hatte von den Übergriffen ihres Mannes und seines Bruders gehört und schenkte der jüngeren Schwester der beiden Toten ihre Juwelen als kleine Sühne. Ihr Sohn werde, versprach sie, einmal die Bauern entschädigen. Am selben Abend wurde Manette von den beiden Grafen, denen sein Brief an den Minister zugespielt worden war, verschleppt und in die Bastille gebracht, wo er 18 Jahre lang in einer Einzelzelle im Nordturm eingesperrt wurde, als Schuster arbeiten musste und in Apathie verfiel.
Manettes Frau brachte bald darauf eine Tochter, Lucie, zur Welt und starb bald nach der Geburt. Bei einem Besuch der Filiale der Londoner Tellsons Bank in Paris erfuhr der Bankangestellte Jarvis Lorry vom tragischen Schicksal der Arztfamilie, brachte Lucie nach England und gab sie in der Nähe des Soho Square in die Pflege bei Miss Pross. Der unverheiratete Lorry übernahm die Rolle des Pflegevaters und Miss Pross war nach dem Verschwinden ihres unzuverlässigen Bruders Solomon froh, sich um ein Kind kümmern zu können.
In der zweiten Fortsetzung der Vorgeschichte spielt die jüngere Bauerntochter Therese eine Rolle. Sie heiratete Manettes Diener Ernest Defarge, der die Entführung des Arztes und den Untergang seiner Familie miterlebt hatte.

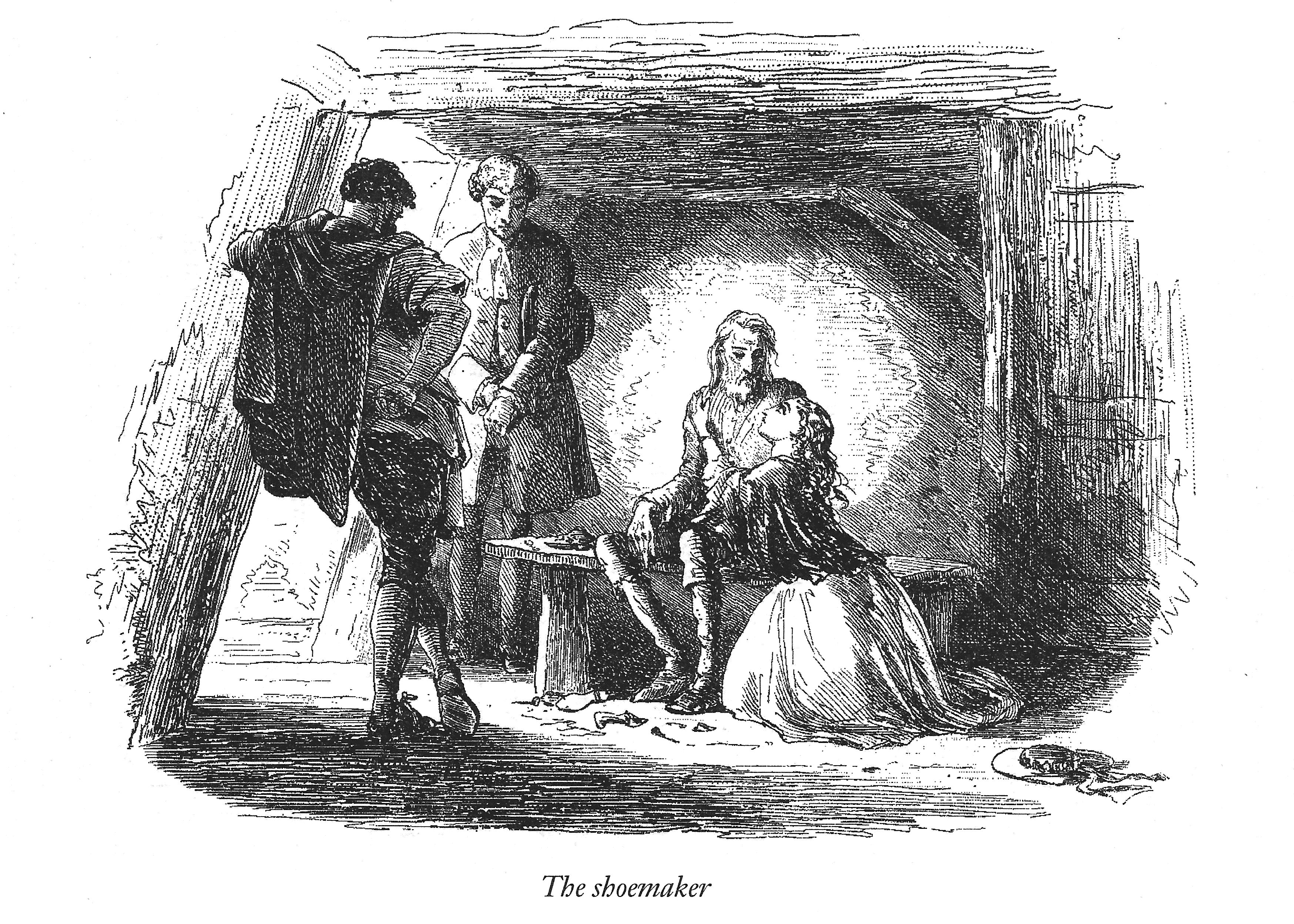
Lucie findet ihren Vater in Defarges Weinhaus. Illustration von Hablot Knight Browne (Phiz).

Die Haupthandlung spielt 18 Jahre nach der Inhaftierung Manettes.

### Erstes Buch „Ins Leben zurückgerufen“
Nachdem Jarvis Lorry, ein Angestellter der Tellsons Bank in London, die Nachricht erhalten hat, dass der französische Arzt Alexandre Manette noch lebe und nach 18-jähriger Haft aus dem Gefängnis „Bastille“ entlassen worden sei, reist er 1775 mit dessen Tochter Lucie nach Paris, um sich von der Wahrheit zu überzeugen. In der Pariser Vorstadt Saint-Antoine finden die beiden Manette in einem Nebengebäude des Wirtshauses seines früheren Dieners Ernest Defarge und seiner Frau Therese. Ihre Weinschenke ist der geheime Treffpunkt der „Jaques“, der zukünftigen Revolutionäre. Manette beschäftigt sich nach der langen Gefangenschaft stumpfsinnig und ohne Erinnerungen nur mit seiner Schuhmacherarbeit, die er im Gefängnis gelernt hat.
Lorry und Lucie bringen Manette nach London, wo er sich erholt und nach einiger Zeit wieder als Arzt arbeitet. Für den Junggesellen Lorry sind Lucie und Miss Pross seit 18 Jahren seine Ersatzfamilie und er wird jetzt auch der Freund Manettes.

### Zweites Buch „Der goldene Faden“
Die Verleumdung

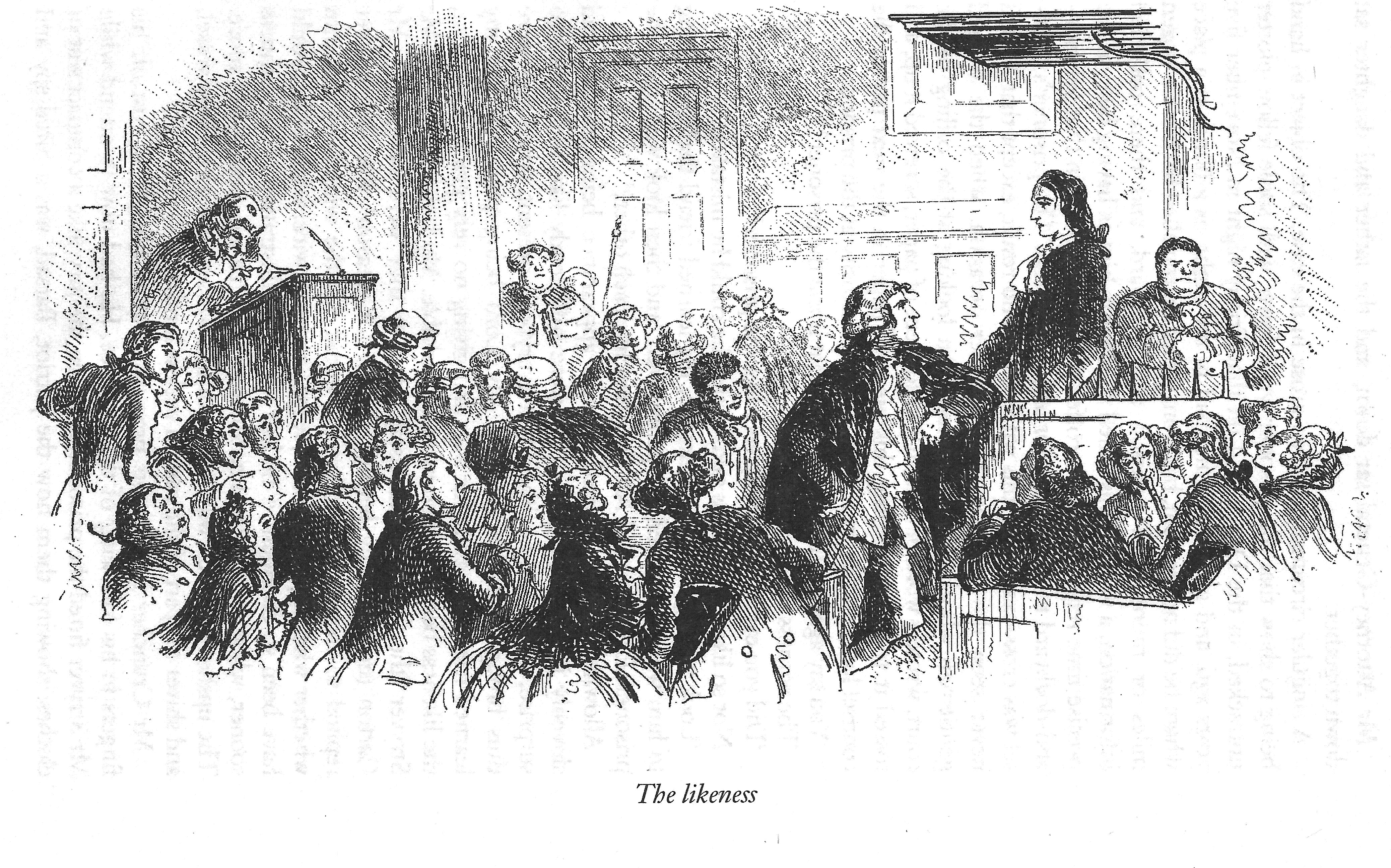
Durch die Ähnlichkeit Darnays mit Carton bricht die Indizienkette der Anklage zusammen. Illustration von Hablot Knight Browne (Phiz).

Fünf Jahre später, 1780, wird der französische Emigrant Charles Darnay, der mit Lorry und den Manettes den Kanal von Calais nach Dover überquert hat und jetzt in London als Französischlehrer seinen Unterhalt finanziert, von den zwielichtigen Informanten Barsad und Cly der Militärspionage für die Vereinigten Staaten gegen das Königreich angezeigt. Im Gerichtsverfahren droht ihm die Todesstrafe.
Im dritten Buch (III, 8) werden die Zusammenhänge offengelegt und die Ausführungen von Darnays Verteidigers Stryver bestätigen, dass John Barsad, ein verschuldeter Spielbetrüger, und sein Compagnon, Darnays zeitweiser Diener Roger Cly, dem Angeklagten die belastenden Materialien heimlich zugesteckt haben und für ihre Meineide von Auftraggebern, offenbar auch Darnays Onkel Evrémonde, bezahlt worden sind. Ausschlaggebend für den Ausgang des Prozesses ist die Verunsicherung des Zeugen, der Darnay bei einem Treffen mit Spionen erkannt haben will, durch die Gegenüberstellung mit dem Mitarbeiter des Anwalts Sydney Carton, der Darnay ähnlich sieht. Dadurch erscheint den Geschworenen die Beweisführung des Staatsanwalts nicht glaubwürdig und sie sprechen Darnay frei. Bei dem Prozess werden auch Darnays Reisegefährten Lorry, Dr. Manette und Lucie als Zeugen vernommen. Dabei verlieben sich Darnay, Stryver und Carton in Lucie und suchen den Kontakt mit ihr im Haus des Arztes. So bildet sich eine Freundesgruppe.
Besuch beim Onkel

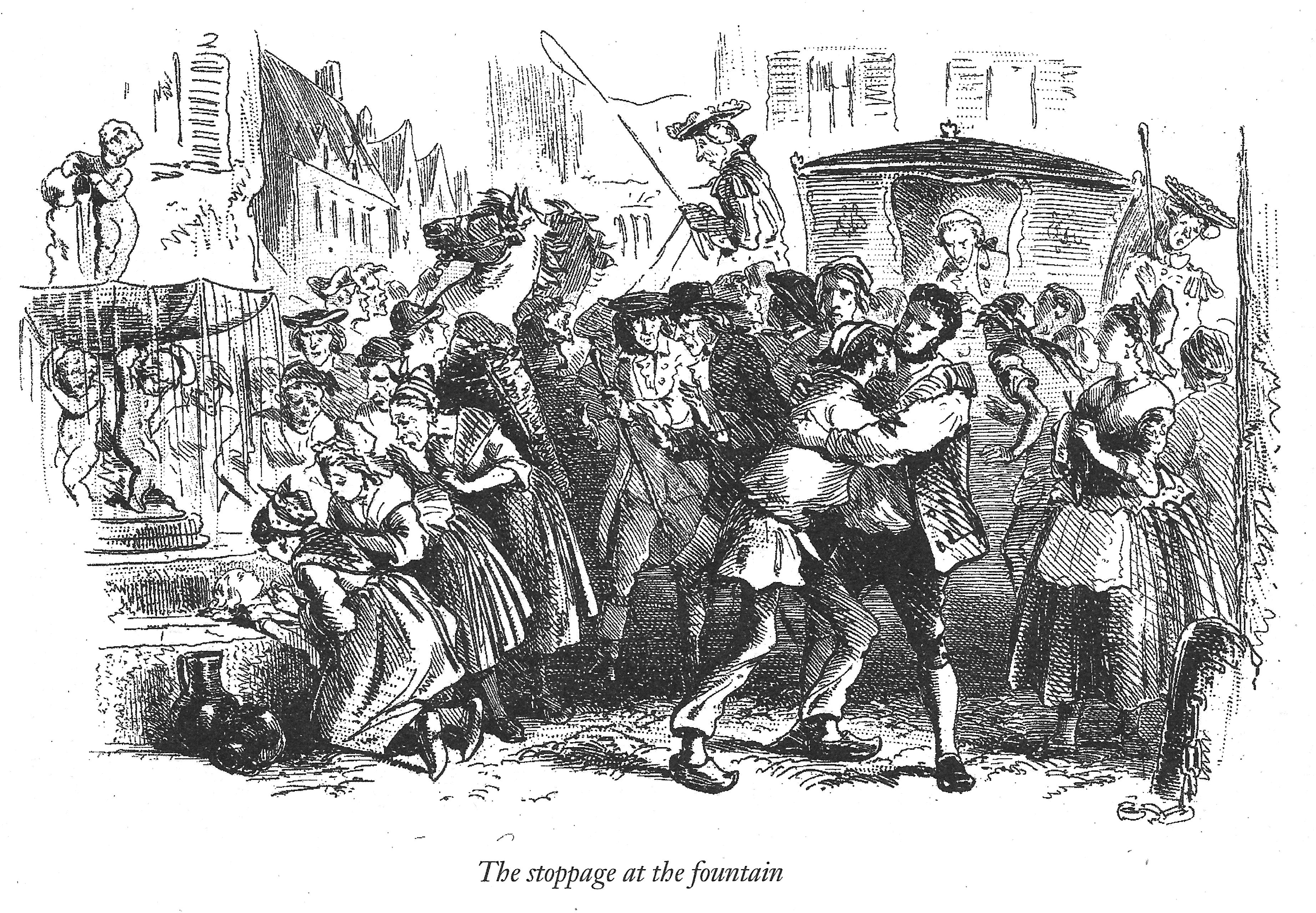
Die Kutsche des Marquis Evrémonde hat Gaspards kleine Tochter überfahren. Illustration von Hablot Knight Browne (Phiz).

Nach seinem Freispruch reist Darnay nach Frankreich und besucht seinen Onkel, den Marquis St. Evrémonde, auf seinem Schloss. Aus dem Gespräch der beiden erfährt der Leser die Hintergründe seiner Emigration nach England (II, 9). Darnay heißt eigentlich Charles St. Evrémonde und der Name Darnay ist der abgewandelte Mädchennamen seiner Mutter, D'Aulnais, deren Auftrag der Sühne für die Sünden seines Vaters und Onkels er ausgeführt hat. Er hat sich 1775 aus Sympathie mit den ausgebeuteten Bauern und Landarbeitern von seiner Adelsfamilie getrennt und den Verwalter seines Gutes Gabelle angewiesen, keine Grundrente von den Bauern zu erheben und ihnen die rückständigen Abgaben zu erlassen, und ist nach London gezogen (II, 24). Drahtzieher des Spionageprozesses gegen Darnay war sein Onkel, der seinen Neffen für den angeblichen Verrat an der Adelsfamilie bestrafen wollte. Beim Abendessen kommt es zum Streit über die unterschiedlichen Auffassungen. Während der Onkel als alter Aristokrat durch Druck auf die Bauern, Furcht und Sklaverei die Macht des Ständesystems zu erhalten versucht, will Darnay das Unrecht, das seine Familie begangen hat, wieder gut machen, indem er sein Erbe freiwillig in die Hände des Volkes gibt und für seinen Unterhalt selbst arbeitet, denn es liege „ein Fluch [auf seinem Besitz], wie auf dem ganzen Land.“ (II, 9). Er hofft, dass es der „nächste[n] Generation des unglücklichen Volkes, das an die Scholle geheftet ist und erduldet hat, was man nur erdulden kann, […] vielleicht besser“ gehe.
In der folgenden Nacht wird der Graf von Gaspard erstochen, weil dessen kleine Tochter bei der rücksichtslos-rasanten Kutschfahrt Evrémondes unter die Räder kam und starb. Der Täter kann fliehen, wird jedoch ein Jahr später gefasst und hingerichtet. (II, 15)
Werbungen
In London bemühen sich Stryver und Darnay um Lucie. Darnay wirbt um sie bei Manette (II, 10) und versichert ihm, dass er durch eine Heirat nicht von seiner Tochter getrennt leben müsse, sondern sie einen gemeinsamen Haushalt führen würden. Er gesteht dem Arzt, er habe den Namen seiner Mutter angenommen, und will seine wahre Identität offenlegen, doch dieser möchte die Wahrheit nicht vor einer eventuellen Eheschließung hören, denn er hat Angst vor einem Zusammenhang mit seiner eigenen Vergangenheit.
Stryver fühlt vor einer offiziellen Werbung erst bei Lorry vor. Dieser kennt die Unverträglichkeit der beiden Charaktere, warnt ihn behutsam vor einer für ihn peinlichen Zurückweisung und bietet sich an, vorsichtig Erkundigungen einzuholen. Ohne dies auszuführen, teilt er Stryver die zu erwartende Absage mit, was dieser mit der Begründung, damit entgehe den Manettes eine große Chance, akzeptiert. (II, 12)
Wie von Lorry vorausgesehen, lieben sich Charles und Lucie. Sie heiraten und fahren anschließend für zwei Wochen nach Wales. (II, 18) Nach ihrer Abfahrt erleidet Manette einen Rückfall in seinen alten psychisch-kranken Zustand und repariert wieder Schuhe. Der Grund liegt in der Offenbarung der Identität Charles als Sohn des Marquis St. Evrémonde am Hochzeitsmorgen (II, 18). Lorry kommt auf die Idee, als Therapie den Arzt um ein Gutachten in einem Fall zu bitten, der seinem gleicht. Manette analysiert damit sich selbst und stimmt auch zu seiner Befreiung der Zerstörung seiner Schusterwerkbank zu. (II, 19)
Auch Sidney Carton liebt Lucie, aber er weiß, dass er wegen seiner Instabilität und Trunksucht nicht der richtige Mann für sie ist. Er erzählt ihr von seinem verfehlten Leben und seiner Hoffnungslosigkeit (II, 13) und bittet später Darnay, sein Freund zu werden und seine Familie gelegentlich auch ohne Einladung besuchen zu dürfen (II, 20).
In den nächsten Jahren bekommen Lucie und Charles zwei Kinder, einen Sohn, der bald stirbt, und eine Tochter, die kleine Lucie. Carton, obwohl er selten zu Besuch kommt, wird ein enger Freund der Familie und spielt gerne mit der kleinen Lucie.
Sturm auf die Bastille

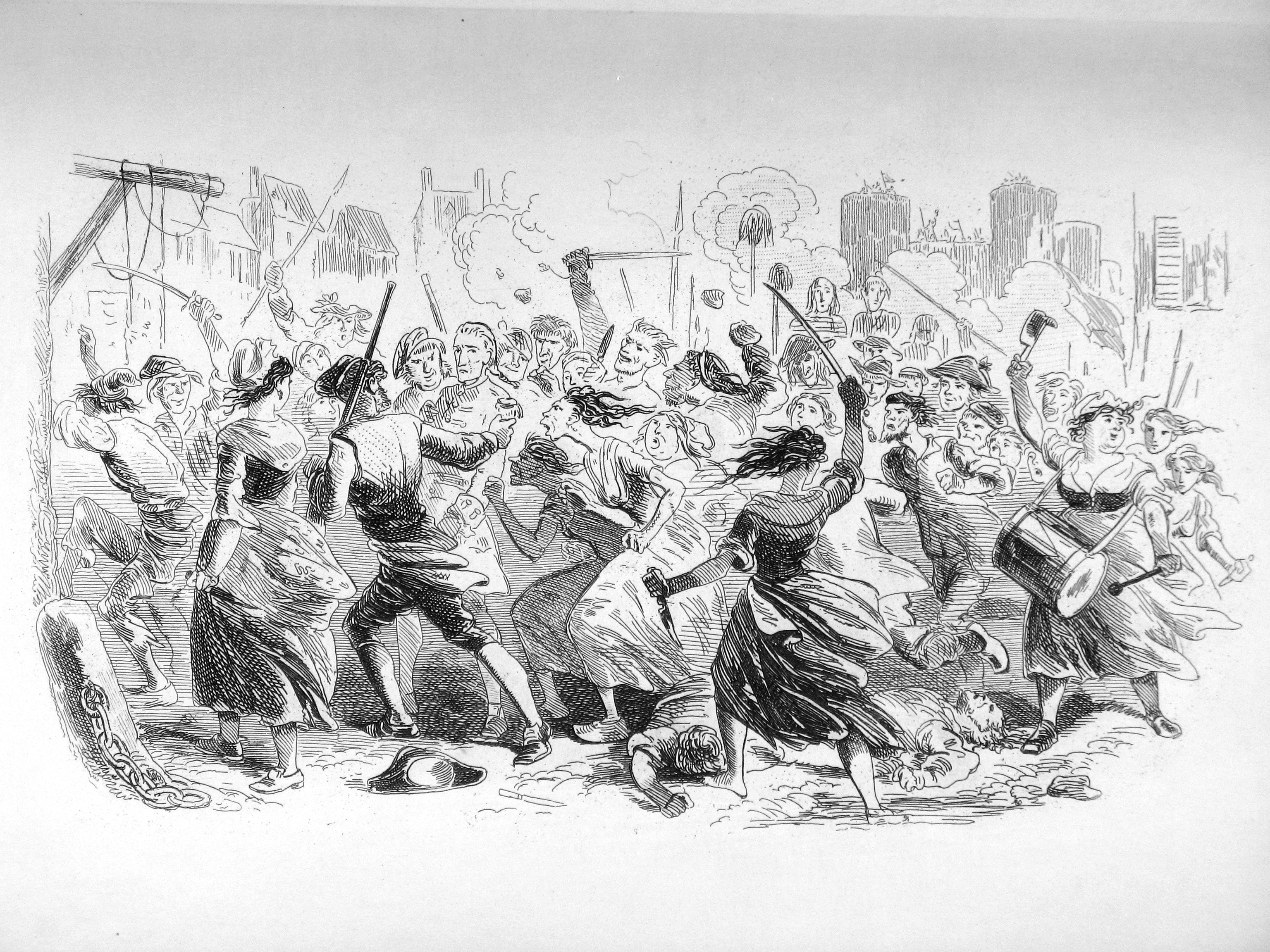
Der Sturm auf die Bastille. Illustration von Hablot Knight Browne (Phiz).

Im Juli 1789 bricht in Paris mit dem Sturm auf die Bastille die Revolution los. Die Defarges spielen als Anführer dabei eine große Rolle. (II, 21) Ernest findet in Manettes ehemaliger Zelle 105 im Nordturm seine versteckten Manuskripte, hält sie jedoch zuerst unter Verschluss. Der Aufstand breitet sich im Land aus. Überall werden Staatsbeamte und Aristokraten an Laternen aufgehängt oder erschlagen. Auch das Evrémonde-Schloss geht in Flammen auf und der Verwalter der Güter Gabelle muss sich vor den wütenden Bauern verstecken, wird nach Paris gebracht und dort inhaftiert. (II, 23)
Rückkehr nach Paris

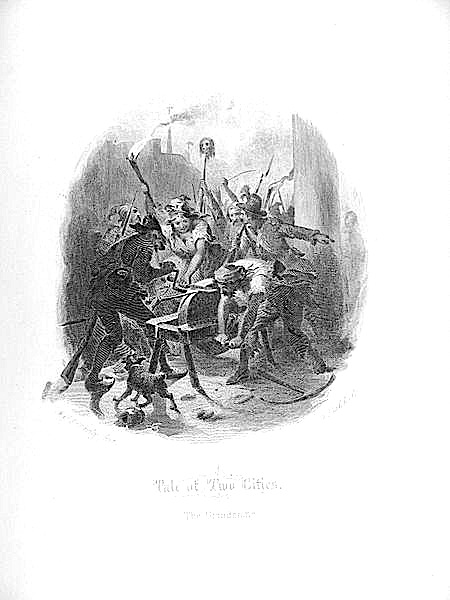
Die Revolutionäre schärfen ihre Messer für ihre Rache an den Aristokraten. Illustration von F.O.C. Darley.

Im Jahr 1792 ist Tellsons Bank in London eine Schaltstelle der Emigranten, die hier ihr Geld angelegt haben und auf Nachrichten aus Frankreich warten. Durch Lorry erhält Darnay einen Brief von Theophil Gabelle, dem Verwalter der Familiengüter, der von den Revolutionären inhaftiert wurde. Dieser bittet ihn, nach Paris zu kommen und auszusagen, dass er die Bauern auf seine Anweisung hin geschont hat, und ihm dadurch zu seiner Freilassung zu verhelfen. Ohne seiner Familie den Grund zu sagen, reist Darnay spontan nach Paris, zeitgleich mit Lorry, der, von dem Bankboten Jerry Cruncher begleitet, wichtige Dokumente, die in Tellsons Pariser Niederlassung aufbewahrt werden, vor den Wirren der Französischen Revolution zu retten versucht. (II, 24)

### Drittes Buch „Der Lauf eines Gewitters“
Verhaftung
Auf seiner Reise von Calais nach Paris muss Darnay viele Kontrollposten passieren. In einem Städtchen wird er unter Bewachung gestellt, nach Paris begleitet und dort nach einem neuen Dekret als illegal emigrierter Aristokrat im Gefängnis La Force eingesperrt. (III, 1) In der Wachstube zeigt Darnay den Brief Gabelles und Defarge erfährt, dass er der Evrémonde-Sohn ist.
Nachdem Manette den Brief Charles gelesen hat, erkennt er, da er über die Identität seines Schwiegersohns Bescheid weiß, die Gefahr, in die sich Charles begibt, und reist mit Lucie, ihrer Tochter und Miss Pross nach Paris. Sie finden Lorry in der Bankfiliale und dieser besorgt ihnen eine Unterkunft in der Nähe. Dr. Manette ist als ehemaliger Bastille-Häftling sehr angesehen. Er übernimmt das Amt des Gefängnisarztes von La Force, erhält Zugang zu Darnay und kann fürs erste dafür sorgen, dass dieser nicht sofort willkürlich abgeurteilt wird, sondern ein ordentliches Verfahren erhält. Manettes ehemaliger Diener Defarge und seine Frau überbringen die beruhigende Mitteilung an Lucie und erfahren dadurch ihren Aufenthaltsort. (III, 3)
Befreiung und neue Verhaftung

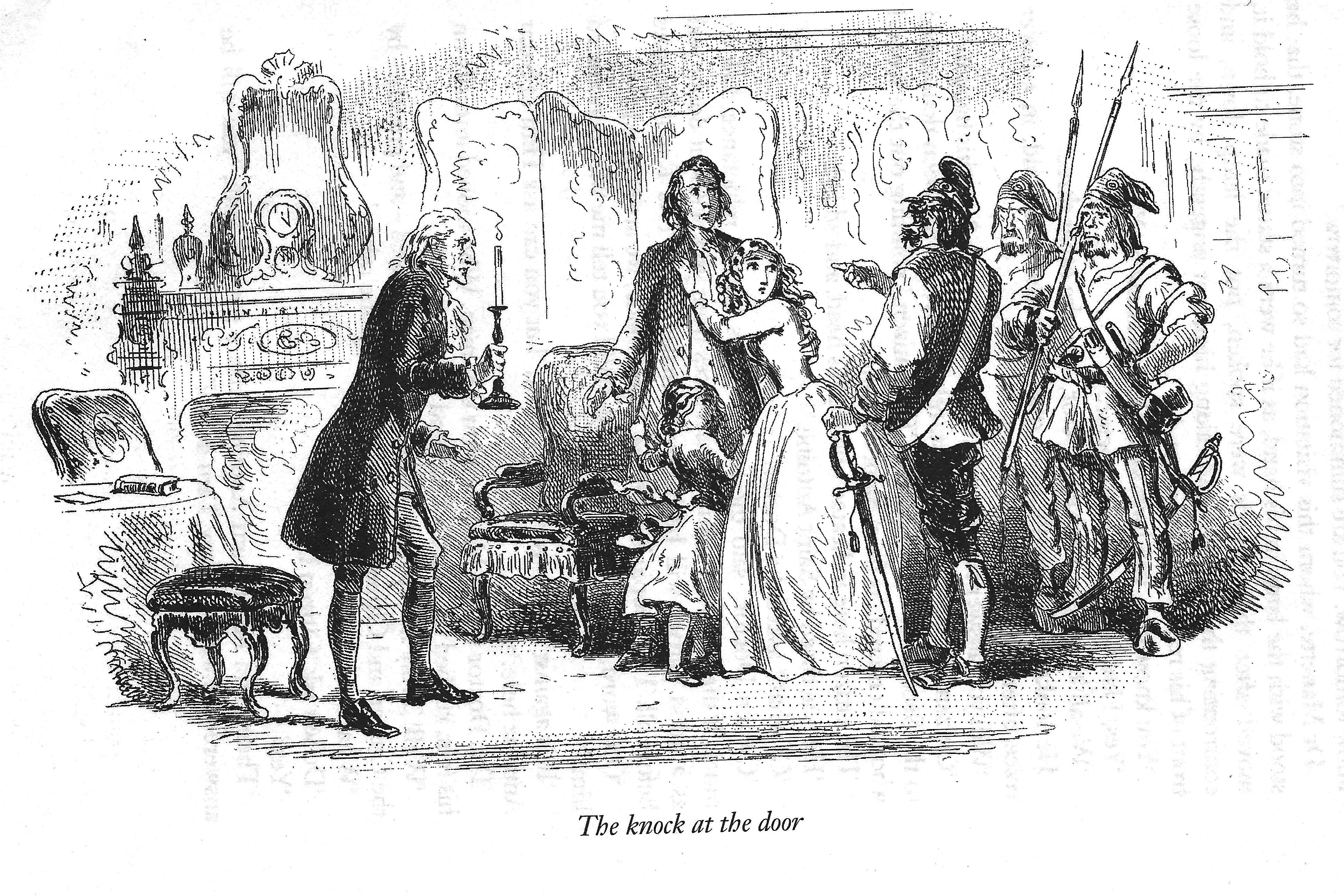
Nach seinem Freispruch wird Darnay erneut verhaftet. Illustration von Hablot Knight Browne (Phiz).

Fünfzehn Monate später wird Darnay schließlich vor Gericht gestellt, und Dr. Manette, der nach seiner langen Gefangenschaft in der Bastille als Held der Revolution gilt, Lucie, Charles und Gabelle können durch ihre Aussagen in der emotional aufgeladenen, rachedürstigen Atmosphäre die Gefühle der Geschworenen ansprechen, so dass sie Darnay freisprechen. Manette und sein Schwiegersohn werden von dem vor dem Gerichtshof wartenden und die Carmagnole tanzenden Volkshaufen in einem Triumphzug in ihre die Wohnung gebracht. (III, 6)
Am selben Tag wird Darnay nach einer Anzeige bei der Sektion Saint Antoine erneut verhaftet und in die Conciergerie gebracht (III, 7), wo am nächsten Tag sein Fall neu verhandelt werden soll.
Der Spitzel
Während Miss Pross mit Jerry Cruncher Besorgungen macht, trifft sie auf ihren lange verschollenen Bruder Solomon (III, 8), und obwohl er mit seinem unsoliden Lebenswandel ihr Geld verprasst hat, ist sie mütterlich um ihn besorgt. Der ebenfalls nach Paris gereiste Sidney Carton hat ihn bereits zuvor als John Barsad erkannt, der Darnay bei seinem Prozess im Jahr 1780 zu verleumden versuchte, und ihn auf seinen Gängen durch Paris verfolgt. Carton spricht aus seiner Studienzeit in Paris gut Französisch und hat dadurch herausgefunden, dass Salomon, nachdem er Agent der Regierung in England, Erfüllungsgehilfe des Marquis Evrémonde im Prozess gegen Darnay und dann Spion der Monarchie in Frankreich war, jetzt im Dienst der republikanischen Regierung in Paris steht: Als „Gefängnisschaf“ horcht er die Gefangenen aus und verrät sie den Revolutions-Komitees. Carton droht Salomon, ihn als Spion der alten Regierung anzuzeigen, und zwingt ihn damit, ihn in Darnays Zelle zu lassen und bei dessen Rettung zu helfen.
Verurteilung

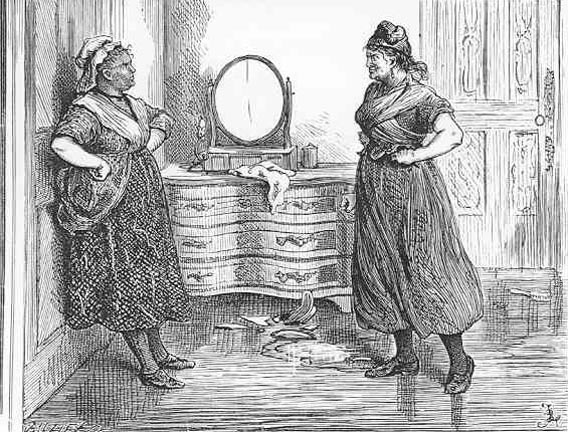
Die Konfrontation Therese Defarges mit Miss Pross. Illustration von Fred Barnard

Die Wiederaufnahme des Verfahrens am folgenden Tag basiert auf den Anzeigen der Defarges und auf einem Manuskript Manettes, das Ernest bei der Durchsuchung der Gefängniszelle gefunden hat und das vor dem Tribunal verlesen wird. Es ist der im Gefängnis verfasste Bericht des Arztes über die Verbrechen der Grafen Evrémonde und über seine Inhaftierung. Seine Aufzeichnungen schließen mit der Verurteilung der Evrémondes, „sie und ihre Nachkommen, bis zum letzten ihrer Rasse“. (III, 10)
Diese Worte entsprechen ganz der Stimmung im Volk, alle Aristokraten für die Schuld des Systems hinzurichten, und das Gericht verurteilt Darnay zum Tod durch die Guillotine und setzt den Hinrichtungstermin auf den nächsten Nachmittag fest.
Manette ist über die Instrumentalisierung seines Manuskripts für die Verurteilung seines Schwiegersohns gegen seinen Willen erschüttert. Er wandert durch die Stadt und versucht vergeblich sein Ansehen für die Rettung Charles zu nutzen. Verwirrt kehrt er zu Lorry zurück und fragt nach seinen Schuhmacherwerkzeugen. Inzwischen belauscht Carton in Defarges Weinschenke ein Gespräch und erfährt, dass Frau Defarge die überlebende Schwester Therese der von den Evrémondes ruinierten Bauernfamilie ist und dass sie plant, sowohl Lucie als auch ihre Tochter zu töten. Er informiert Lorry und bereitet mit ihm die Flucht der Familie für den nächsten Tag vor. Er selbst habe noch etwas zu erledigen und werde später in die Kutsche zusteigen.
Tausch

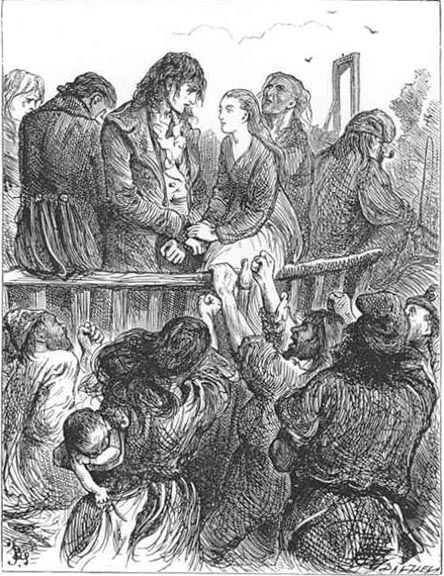
Carton und die Näherin auf dem Henkerskarren. Illustration von Fred Barnard (1870).

Kurz vor Beginn der Hinrichtungen erhält Carton mit Barsads erpresster Hilfe Zugang zu Darnays Gefängniszelle. (III, 13) Er gibt dem Gefangenen Drogen, tauscht seine Kleidung mit ihm und lässt den bewusstlosen Darnay zur Kutsche tragen, wo Lorry und die Familie warten und sofort die Stadt verlassen. Sie kommen mit ihren Pässen durch die Kontrollen und fliehen nach England.
Flucht
Währenddessen geht Therese Defarge zu Lucies Unterkunft, um sie und ihre Tochter festzunehmen und vor dem Tribunal anzuklagen. Dort findet sie Miss Pross beim Aufbruch. Diese verstellt ihr den Weg, damit sie nicht die leeren Zimmer sieht, die Flucht erkennt und die Verfolgung einleitet. Es kommt zum Kampf der beiden Frauen, dabei löst sich ein Schuss aus der in Thereses Kleidung versteckten Pistole und tötet sie. Miss Pross verliert durch den Knall ihr Gehör. Sie verlässt mit Jerry Cruncher die Stadt und reist Lorry und Lucies Familie nach. (III, 14)
Vision
Carton begleitet auf dem Weg zur Hinrichtung eine unschuldig zum Tod verurteilte Näherin, die ihn um seinen Beistand gebeten hat. Carton tröstet sie, dass es in dem „bessere[n] Land“, wo sie „hoffen, einen barmherzigen Schutz“ zu finden, „keine Sorge mehr“ gebe.
Vor seinem Tod gehen ihm prophetische Gedanken durch den Kopf: Die Denunzianten werden selbst auf der Guillotine landen. Danach sieht er ein „prächtiges Volk aus dem Abgrund“ heraus sich seine „wahre Freiheit“ suchen. Er erblickt in London eine glückliche Lucie mit ihrer Familie. Auf ihrem Schoß sitzt ein Sohn mit Namen Sidney, zur Erinnerung an sein Opfer. Denn er hat sich „ein Heiligtum erbaut […] und in den Herzen ihrer Nachkommen auf Generationen hinein.“ Er schließt mit den Worten: „Es ist etwas weit, weit Besseres, was ich tue, als was ich je getan habe; und die Ruhe, in die ich eingehe, ist eine weit, weit bessere, als mir je zuteil wurde.“ (III, 15)

## Form
Die Romanhandlung wird im Wesentlichen traditionell linear mit häufigem Szenen- und Perspektivenwechsel zwischen Paris und London vorgetragen. In den drei Büchern stehen jeweils einzelne Zeiträume im Mittelpunkt: 1775, 1780 und 1792/93. Die Vorgeschichte (1757) ist durch Erzählungen und ein Dokument in die Geschichte integriert. Der auktorialen Erzähler überblickt das Geschehen, informiert über die Entwicklung zwischen den drei Teilen und kommentiert die Ereignisse, wie zu Beginn des letzten Kapitels (III, 15). Die zentrale Darnay-Manette-Handlung kontrastiert mit der ihrer Gegenspieler um Terese Defarge. In der Parteinahme des Erzählers vermischen sich teilweise seine Gedanken mit einem inneren Monolog einer Person: „Er [Darnay, nachdem er in der Kutscher erwacht ist] meint, sie seien noch immer beisammen […] O gütiger Himmel, erbarme dich unser und steh uns bei! Schaut hinaus und seht, ob wir nicht verfolgt werden! Der Wind jagt uns nach, die Wolken fliegen uns nach, der Mond segelt hinter uns her, und die ganze wilde Nacht ist hinter uns her, aber bis jetzt werden wir von nichts anderem verfolgt.“ (III; 13) Einige burleske Kapitel mit der komischen Figur Jerry Crunchers sind nur locker mit der Haupthandlung verbunden: Cruncher arbeitet tagsüber als Bote der Bank und nachts, in illegalen Aktivitäten, als Leichenhändler für wissenschaftliche Zwecke. Dabei entdeckt er die vorgetäuschte Beerdigung des Spions Roger Cly und hilft Carton bei der Entlarvung Barsads.

## Entstehungs- und Editionsgeschichte

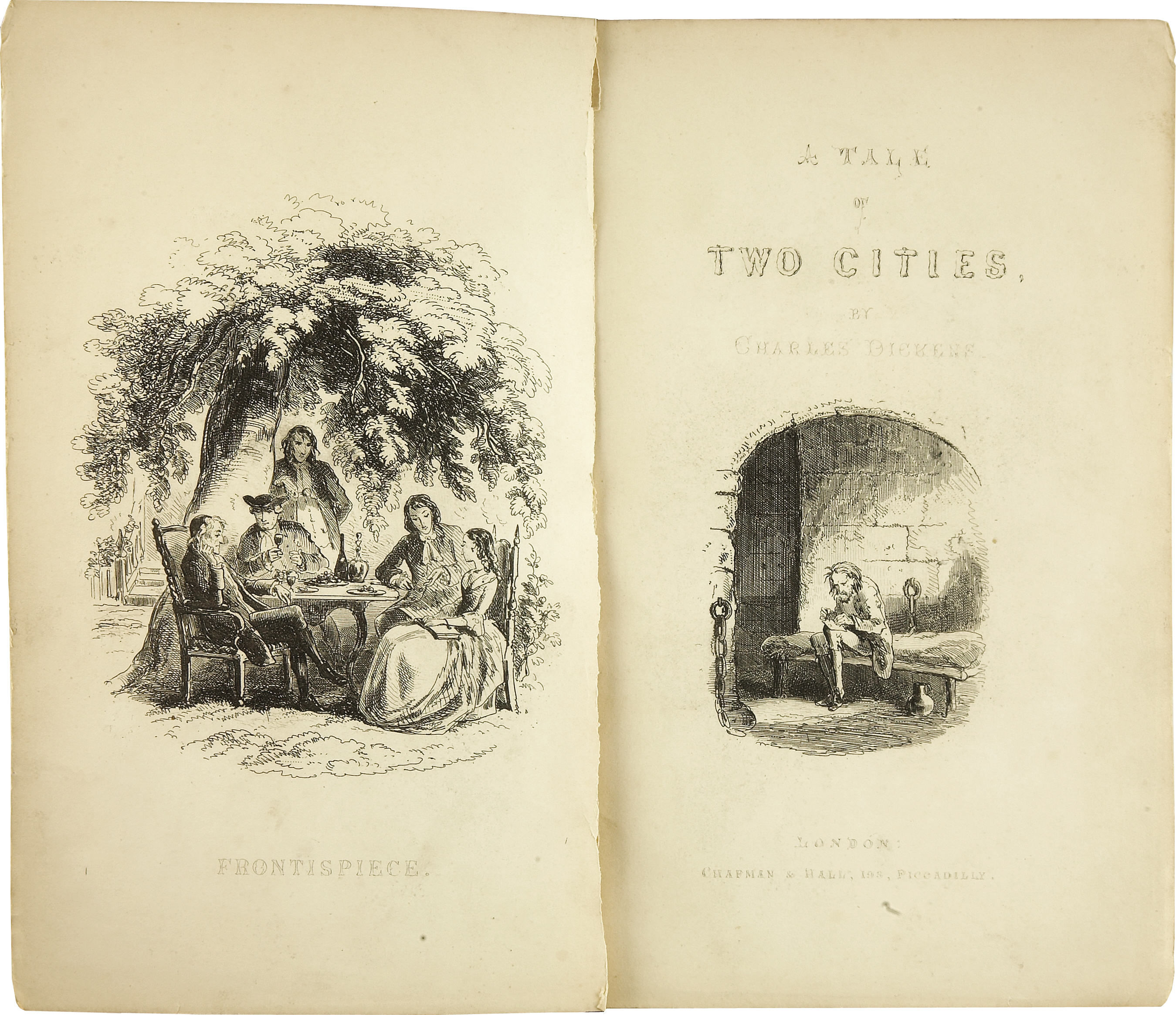
Erste Buchausgabe von Charles Dickens: „A Tale of Two Cities“. Mit Illustrationen von H. K. Browne. Chapman and Hall London, 1859

Dickens schrieb  „A Tale of Two Cities“ mit Hilfe der Eindrücke seines Aufenthalts in Paris im Winter 1855 und, was die historischen Ereignisse betrifft, basierend auf dem dreibändigen Werk von Thomas Carlyle über die Französische Revolution.
Die Idee einer Dreiecksbeziehung zwischen Charles Darnay, Lucie Manette und Sydney Carton bekam Dickens durch das Theaterstück „The Frozen Deep“ (1856) von Wilkie Collins, in dem er einen  Mann, Richard Wardour, spielte, der sein eigenes Leben für das Glück der geliebten Frau (Clara Burnham) mit seinem Rivalen (Frank Aldersley) einsetzt. Durch dieses Projekt lernte er 1857 die Schauspielerin Ellen Ternan kennen, mit der er eine Beziehung einging.
Die Publikation des Romans fiel für den Autor in eine Zeit der persönlichen und geschäftlichen Krise: 1858 trennte er sich von seiner Frau Catherine, seine Wochenzeitschrift „Household Words“ wurde nach Meinungsverschiedenheit mit den Verlegern 1859 eingestellt und er gründete das neue Literaturmagazin „All the Year Round“. Dies war für seine Geschäftsstrategie wichtig, die aus verschiedenen Ebenen bestand und die er auch bei seinem Revolutionsroman einsetzte:
- Der 45-Kapitel-Roman erschien einmal ohne Illustrationen in 31 wöchentlichen Folgen von April bis November 1859 in seiner neuen Literaturzeitschrift
- und zeitlich parallel dazu, von Phiz illustriert, in acht monatlichen Teilen bei Chapman & Hall.
- Im selben Jahr wurde von Chapman & Hall auch die erste Buchausgabe veröffentlicht, ebenfalls mit Illustrationen von Phiz.

Als versierter Geschäftsmann verhandelte Dickens auch mit ausländischen Verlegern:
- In den Vereinigten Staaten publizierte Harper & Brothers, gleichzeitig mit den europäischen Veröffentlichungen, die Geschichte aus zwei Städten als Fortsetzungsroman im Harper’s Magazine und außerdem in Buchausgaben.
- 1859 erschien für den europäischen kontinentalen Raum eine zweibändige Ausgabe in Bernhard Tauchnitz Leipziger Reihe „Collection of British Authors“, die vor allem Schüler, Studenten und andere Literaturinteressierte aus dem englischsprachigen Raum ansprechen sollte.

## Rezeption
Die zeitgenössische Rezeption war, wie bei den anderen Werken des Autors, unterschiedlich. Für einige Rezensenten zählt auch dieser Roman wegen der leicht durchschaubaren, populären Charaktere und der Spannungselemente zur Unterhaltungsliteratur. Die größten Kritiker waren Schriftstellerkollegen: Der Poet Laureate und Romantiker William Wordsworth (1843) hielt Dickens für einen „sehr gesprächigen, vulgären jungen Menschen“, obwohl er zugab, keine Zeile seines Werkes gelesen zu haben. Der Schriftsteller George Meredith bewertete ihn als „intellektuell mangelhaft“. Auch Leslie Stephen, der Vater Virginia Woolfs, die selbst ein ambivalentes Verhältnis zu Dickens Werken hatte, setzte die schriftstellerische Qualität negativ in Bezug zur Popularität.
Andere Rezensenten in den 1850er, 1860er und 1870er Jahren akzentuierten einen anderen Punkt. Sie sahen einen düsteren Niedergang bei Dickens, von einem Schriftsteller von „heller sonniger Komödie ... zu dunklen und ernsten sozialen Themen.“
Beim Publikum war der Roman, der inzwischen zu den berühmten, auflagenstärksten und in den Medien vielfach adaptierten Werken der Weltliteratur zählt, sehr erfolgreich.
Diskutiert wurde von Literaturwissenschaftlern und Historikern die Darstellung und Bewertung der Französischen Revolution in Dickens Roman. Thomas Carlyle, dessen historisches Werk Dickens für seine Darstellungen nutzte, war über den Roman begeistert. Der Jurist und Literaturkritiker James Fitzjames Stephen nannte die „Zwei Städte“ ein „Gericht aus Welpenkuchen und geschmorter Katze, das nicht durch das Kochen verkleidet ist,“ und „ein unzusammenhängendes Gerüst für die Präsentation der kitschigen Waren, die Mr. Dickens' Vorrat sind.“ Nach George Orwell vermittelt der Roman durch die starke Herausarbeitung der grausamen Aspekte der Revolution den Eindruck eines „jahrelangen wahnsinnigen Massakers“. Einerseits sei sich der Autor der Unvermeidlichkeit der Revolution bewusst gewesen und er habe „in viel stärkerem Maße mit ihr sympathisiert als die meisten Engländer seiner Zeit“, andererseits habe er sich nicht der damals vorherrschenden Meinung entziehen können, jede Revolution sei ein Ungeheuer, die nach dem ersten Sieg über die Feinde die eigenen Kinder verschlinge. Madame Defarge sei eine der eindrucksvollsten Verkörperungen des Bösen im Werk Dickens.

## Deutsche Übersetzungen
Dickens Roman wurde u. a. von Julius Seybt, Carl Kolb, Richard Zoozmann und Bernhard Dedek übersetzt:
- „Zwei Städte“, übersetzt von Julius Seybt. In: Sämtliche Werke, Bd. 103–106. Verlagsbuchhandlung J. J. Weber Leipzig, 1859/60.
- „Eine Geschichte aus zwei Städten“, übersetzt von Richard Zoozmann. Leipzig 1910.
- „Zwei Städte. Roman aus der französischen Revolution“, übersetzt von Bernhard Dedek. Verlag Paul Franke Berlin, 1924
- „Eine Geschichte aus zwei Städten“, übersetzt von Carl Kolb. Zürich 1945.

Einige dieser Übersetzungen werden bis heute, z. T. in bearbeiteter Form, für Buchausgaben verwendet.

## Adaptionen
Dickens „Eine Geschichte aus zwei Städten“ wurde im Laufe der Zeit oft adaptiert.
 Verfilmungen 
- Stummfilm, 1907[15]
- Stummfilm, 30 Minuten, 1911[16]
- Stummfilm, 70 Minuten, 1917[17]
- Stummfilm, 1922[18]
- Stummfilm, 100 Minuten, 1926[19]
- Amerikanisches Englisch, 128 Minuten, 1935[20]
- Britisches Englisch, 117 Minuten, 1958[21]
- Amerikanisches Englisch, 162 Minuten, 1980[22]
- Zeichentrickfilm, Australisches Englisch, 73 Minuten, 1984[23]
- Britisches Englisch, 1989[24]

Die Verfilmung von Jack Conway (1935) kam unter dem Titel „Flucht aus Paris“, die von Ralph Thomas (1958) unter dem Titel „Zwei Städte“ in die deutschen Kinos.
Der Roman diente als Inspiration für das Action-Drama The Dark Knight Rises von Christopher Nolan.
 Theater, Hörspiel, TV 
Die englische Wikipedia listet 9 Rundfunk-Lesungen und -Hörspiele zwischen 1935 und 2018, 7-TV-Produktionen zwischen 1953 und 1989 und 7 Schauspiel- und Musiktheater-Bearbeitungen zwischen 1957 und 2017 auf.
Außerdem wurde der Roman in vielen illustrierten Buchausgaben und als Comic aufgelegt.
Illustrationen
Bekannte Dickens-Illustratoren sind v. a. Phiz, McLenan, Fred Barnard, F.O.C. Darley und Brock
- Dickens arbeitete ab 1836 eng mit dem Graphiker Hablot Knight Browne (1815–1882) zusammen. Sein Pseudonym „Phiz“ wählte er in Anpassung an Dickens Pseudonym „Boz“. Der Autor forderte, dass der Zeichner die Erinnerungen des Protagonisten-Erzählers in eine objektive oder dramatische Sichtweise der dritten Person übersetzt.[26] Einige seiner Illustrationen enthalten Details, die nicht im Text enthalten sind, aber einen Charakter oder eine Situation beleuchten. So werden Ereignisse zusätzlich kommentiert. Die Bilder können also mehr aussagen, als der Erzähler in seinem Text sagt. Dickens untersuchte die kleinsten Details und verlangte manchmal Modifikationen.
- John McLenan (1827–1865) illustrierte „A Tale of Two Cities“ für Harper’s Weekly zwischen 1859 und 1861.
- Auch Felix Octavius Carr („F. O. C.“) Darley (1822–1888) arbeitete für Harper’s Weekly und andere Magazine.
- Frederick Barnard (1846 – 1896) wurde 1871 vom Verlag Chapman & Hall, der Dickens Werk mit Unterbrechung ab 1836 bis zu seinem Tod im Jahr 1870 verlegte, beauftragt, 9 Bände der Volksausgabe Dickens', darunter „A Tale of Two Cities“, zu illustrieren. Damit trat er die Nachfolge von Hablot Knight Brownes an.

Um 1900 stieg die Popularität der Dickens-Romane und als die 40-jährigen Urheberrechte bis 1910 ausliefen, ließen viele Verlage die Werke neu übersetzen und illustrieren, z. B. von Charles Edmund Brock (1870–1938). Wegen des großen kommerziellen Erfolgs wurden die Figuren auch für Comic- und Postkarten-Hersteller interessant. Ein beliebtes Motiv war Sidney Carton auf dem Weg zur Hinrichtung.

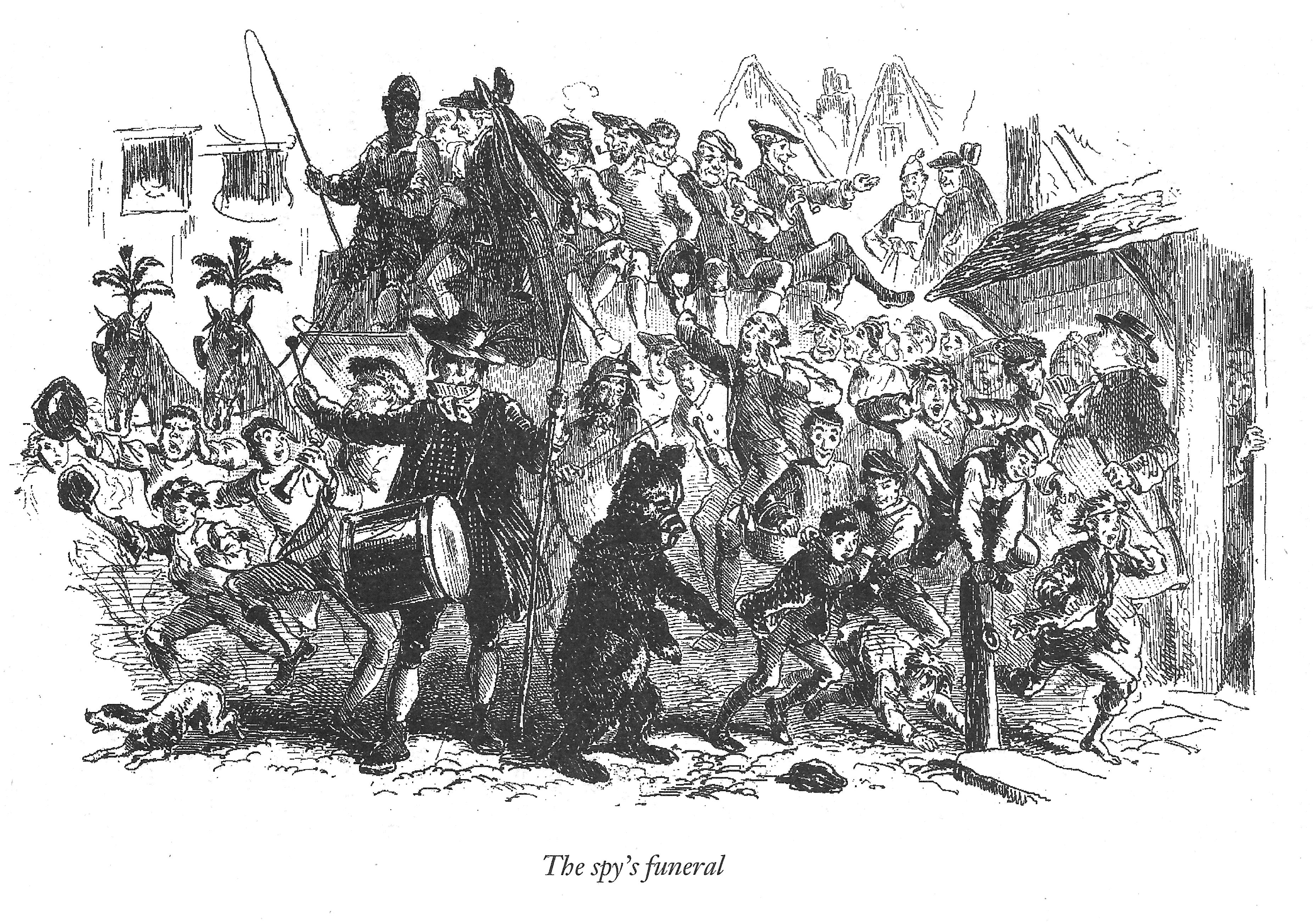
Die vorgetäuschte Beerdigung des Spions Cly. Illustration von Phiz (1859).
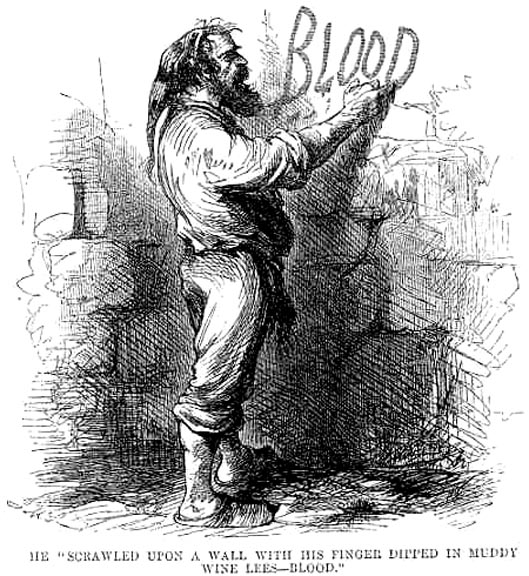
Ein Jakobiner schreibt das Wort „Blut“ an die Wand. Illustration von John McLenan (1859).
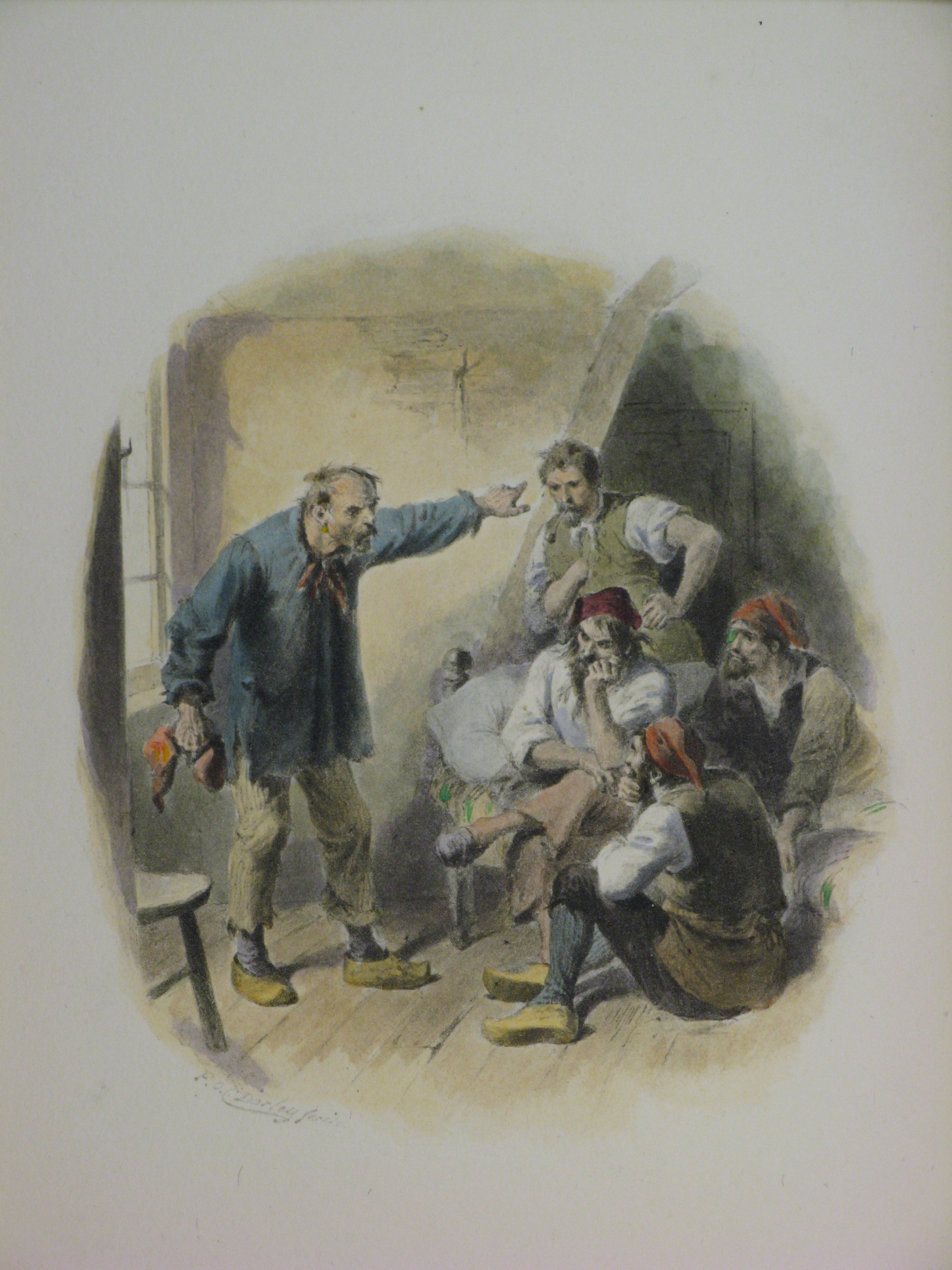
„The Four Jacques“. Illustration von F. O. C. Darley (1894).
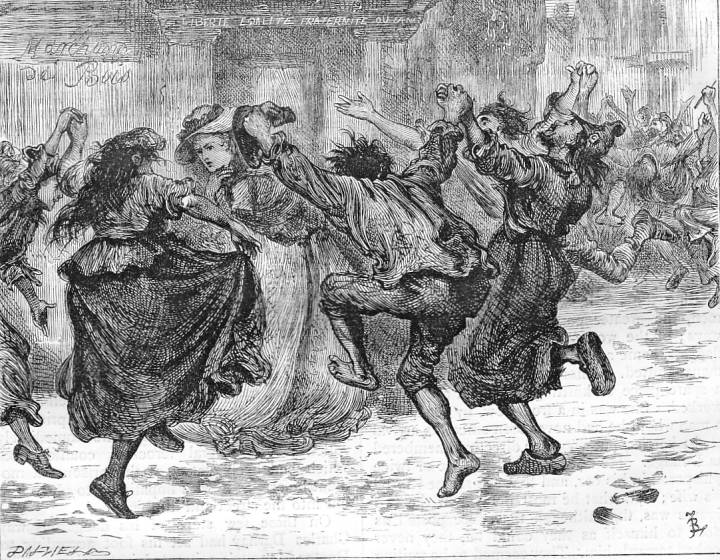
Carmagnole-Tanz. Illustration von Fred Barnard.
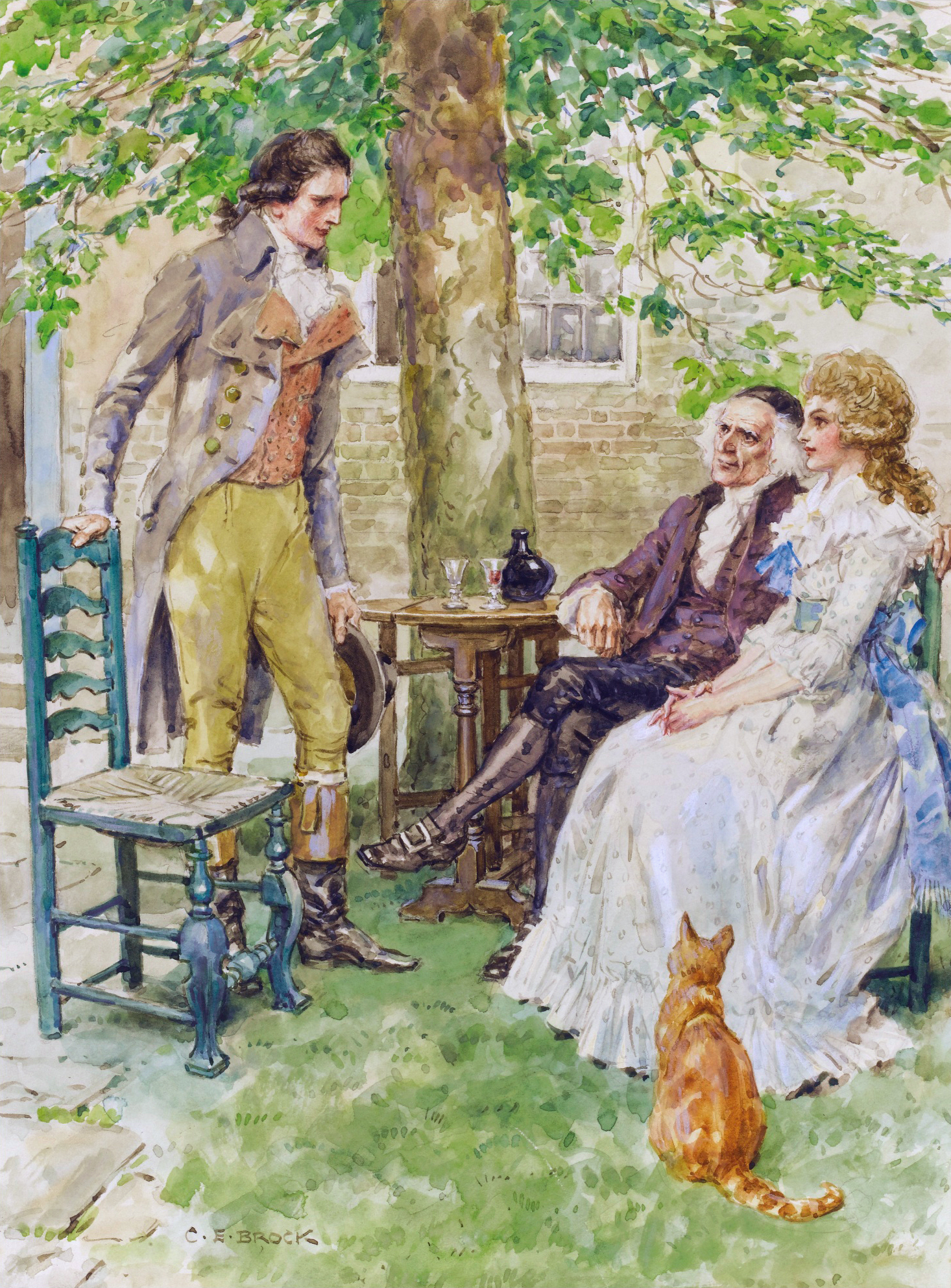
Manette und Lucie mit Charles Darnay. Illustration von Charles Edmund Brock (vor 1938).
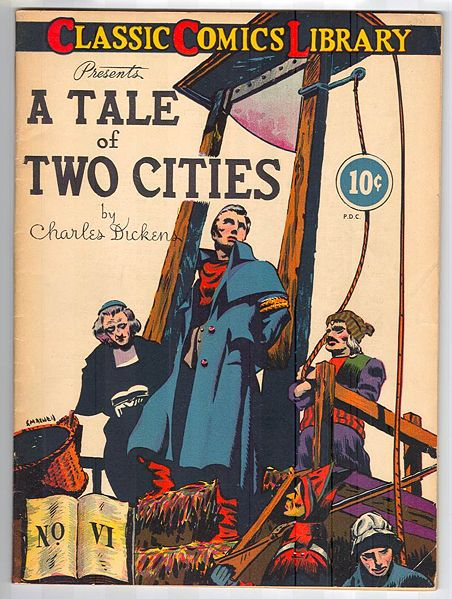
Two Cities-Comic-Titelbild.
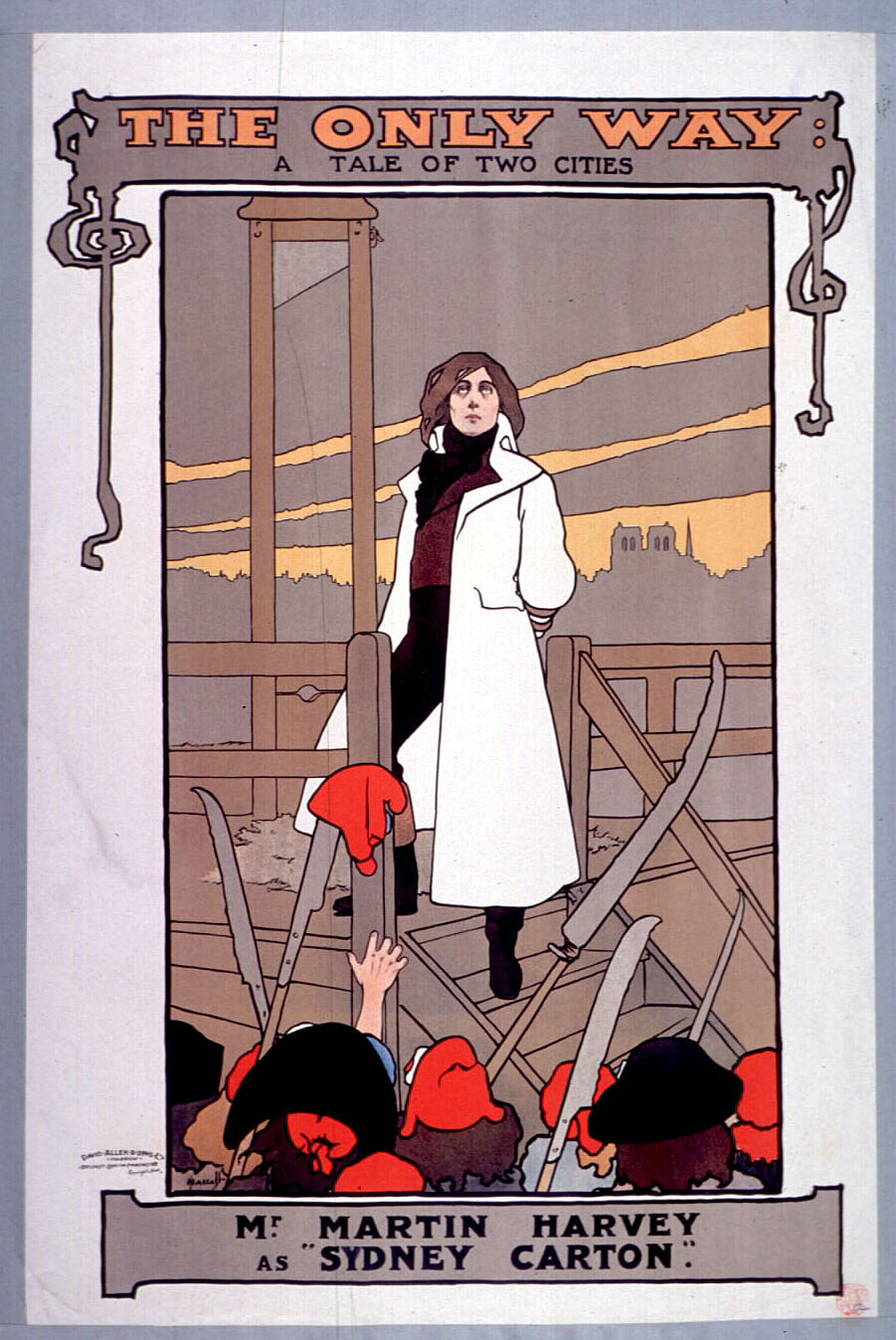
Lithographie: John Martin-Harvey als Sidney Carton in „The Only Way“ (1899).
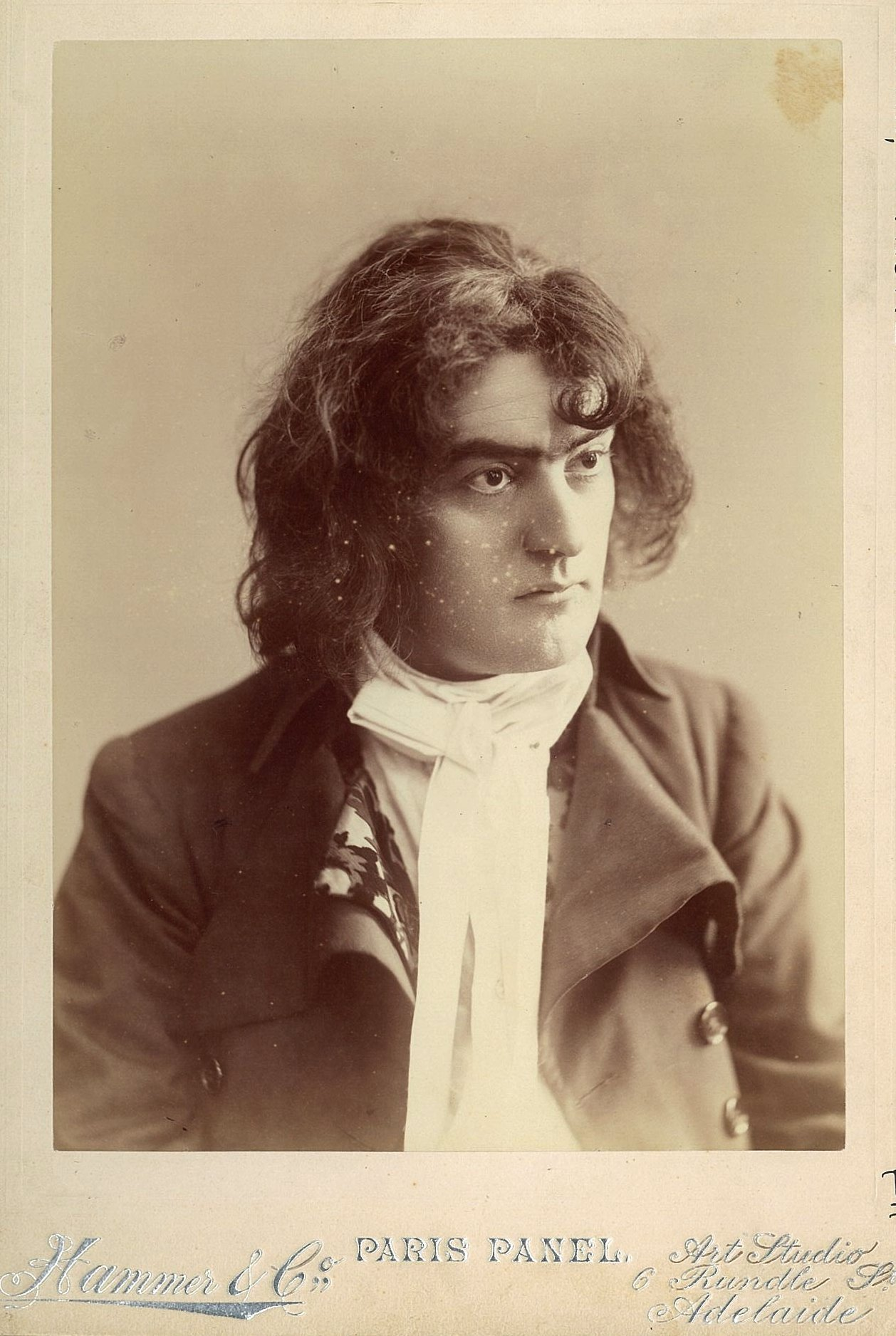
Tyrone Power als Sidney Carton (um 1900).

## Trivia
Margaret Thatcher überreichte François Mitterrand 1989 anlässlich der 200-Jahr-Feier zur französischen Revolution eine wertvolle Erstausgabe von Dickens Geschichte aus zwei Städten – mit der Bemerkung, dass dort die Unnötigkeit der Revolution nachzulesen sei.